# Suzie Godart
Pour les articles homonymes, voir Godart.
Suzie Godart, née le 20 juillet 1962 à Esch-sur-Alzette, est une coureuse cycliste luxembourgeoise qui pratique les courses sur route, le cyclo-cross et le VTT.

## Biographie
Suzie Godard naît le 20 juillet 1962[réf. nécessaire] à Esch-sur-Alzette[réf. nécessaire], au Luxembourg.
Elle n'a commencé le cyclisme qu'à l'âge de 32 ans. Elle a été vingt-trois fois championne du Luxembourg, neuf fois en cyclo-cross, onze fois en VTT et trois fois sur route.
Elle est la mère de Trixy et Fränz Godart et la fille d'Armand Hary (lb), instituteur, professeur et géologue luxembourgeois. Son mari est Marc Godart, directeur sportif du Team Differdange-Losch. Sa soeur est Beatrice Godart double médaillée de bronze aux championnats du Luxembourg de cyclo-cross (2014 et 2015).[réf. nécessaire]
Suzie Godart est enseignante de profession et elle propose également des cours spéciaux dans ce domaine aux enfants du primaire afin qu'ils puissent apprendre à faire du vélo.
Suzie est reconnue pour sa très grande longévité, elle est sacrée championne du monde de Medio Fondo (W60-64) en 2023,. Elle finit sixième de ces championnats en 2024 à Aalborg au Danemark.

## Palmarès sur route

### Par année
- 1994
  - 2e du championnat du Luxembourg sur route
- 1995
  - 2e du championnat du Luxembourg sur route
- 1997
  - 2e du championnat du Luxembourg sur route
- 1998
  -  Championne du Luxembourg sur route
- 2000
  - 2e du championnat du Luxembourg sur route
- 2001
  -  Championne du Luxembourg sur route
- 2004
  - 2e du championnat du Luxembourg sur route
- 2007
  -  Championne du Luxembourg sur route
  - 2e de Dwars door de Westhoek
  - 3e du Grand Prix François-Faber
- 2008
  - 3e du championnat du Luxembourg sur route
- 2010
  - 3e du championnat du Luxembourg sur route

### Classements mondiaux
| Année                                 | 2010 | 2011 | 2012 | 2013 |
| ------------------------------------- | ---- | ---- | ---- | ---- |
| Classement UCI                        | 267e | nc   | 400e | 389e |
|                                       |      |      |      |      |
| Légende : nc = non classéSource : UCI |      |      |      |      |

## Palmarès en cyclo-cross
- 1996-1997
  -  Championne du Luxembourg de cyclo-cross
- 1997-1998
  -  Championne du Luxembourg de cyclo-cross
- 1998-1999
  -  Championne du Luxembourg de cyclo-cross
- 2000-2001
  -  Championne du Luxembourg de cyclo-cross
- 2001-2002
  -  Championne du Luxembourg de cyclo-cross
- 2002-2003
  -  Championne du Luxembourg de cyclo-cross
- 2003-2004
  -  Championne du Luxembourg de cyclo-cross
  - 3e du Cyclo-cross de Saint-Michel-Gestel
- 2004-2005
  -  Championne du Luxembourg de cyclo-cross
- 2005-2006
  - Steinmaur
  - 2e du championnat du Luxembourg de cyclo-cross
- 2006-2007
  - 2e du championnat du Luxembourg de cyclo-cross
- 2007-2008
  - City Cross Cup
  - 2e du championnat du Luxembourg de cyclo-cross
- 2008-2009
  -  Championne du Luxembourg de cyclo-cross
- 2010-2011
  - 3e du championnat du Luxembourg de cyclo-cross
- 2011-2012
  - 2e du championnat du Luxembourg de cyclo-cross
- 2012-2013
  - 2e du championnat du Luxembourg de cyclo-cross
- 2013-2014
  - 2e du championnat du Luxembourg de cyclo-cross
- 2014-2015
  - 2e du championnat du Luxembourg de cyclo-cross
- 2015-2016
  - 3e du championnat du Luxembourg de cyclo-cross
- 2016-2017
  - 3e du championnat du Luxembourg de cyclo-cross
- 2018-2019
  - 3e du championnat du Luxembourg de cyclo-cross
- 2021-2022
  - 3e du championnat du Luxembourg de cyclo-cross
- 2022-2023
  - 3e du championnat du Luxembourg de cyclo-cross

## Palmarès en VTT
- Championne du Luxembourg de VTT cross-country (1994, 1996, 1997, 1998, 2001, 2002, 2003, 2004, 2005 et 2009)
- Championne du Luxembourg de VTT descente (1995)